# Paratanytarsus intricatus
Paratanytarsus intricatus är en tvåvingeart som först beskrevs av Maurice Emile Marie Goetghebuer 1921.  Paratanytarsus intricatus ingår i släktet Paratanytarsus och familjen fjädermyggor.
Artens utbredningsområde är Manitoba. Arten är reproducerande i Sverige. Inga underarter finns listade i Catalogue of Life.